# Bedanatrice
La bedanatrice è una macchina utensile che consente di realizzare incastri o scanalature di profondità e larghezza variabili, generalmente costituita di un piano lavoro mobile e di una o più coppie di bedani (utensili in acciai speciali) dalla forma simile ad uno scalpello collegati ad un albero motore oscillante.